# Mujer de Ostuni
La mujer de Ostuni es un esqueleto humano femenino descubierto en 1991 en una cueva del parque arqueológico y natural de Santa Maria D'Agnano, a pocos kilómetros de Ostuni, identificado con el código Ostuni 1. El esqueleto, que data de hace unos 28.000 años (26.000 a. C.), es el de una mujer embarazada a término de veinte años, encontrado con la mano derecha apoyada en el vientre, casi como para proteger al feto. El hallazgo se conserva en el Museo de Civilizaciones Preclásicas del Sur de Murgia.
Al esqueleto se le dio popularmente el nombre de Delia  y a veces es descrito como "la madre más antigua", por ser los restos de una mujer gestante más antiguos jamás hallados."

## Descubrimiento
El esqueleto fue descubierto en octubre de 1991 por el paleoetnólogo Donato Coppola en la cueva de Santa Maria d'Agnano, a pocos kilómetros del centro de Ostuni. La mujer, embarazada a término, había sido colocada cuidadosamente dentro de una hoya en las laderas de la colina que domina Ostuni. La cueva, rebautizada posteriormente como "de la maternidad", muestra vestigios de usos y cultos sucesivos que se prolongaron desde el Paleolítico Superior hasta el siglo XVII.
La mujer había sido colocada en posición fetal sobre su lado izquierdo; el brazo de este lado estaba doblado debajo de su cabeza y el derecho apoyado sobre su vientre, casi como para proteger a su hijo por nacer.
La composición del cuerpo denota una piedad inusual, probablemente extendida entre las poblaciones cromañón de la zona.   El análisis de radiocarbono, realizado en 1992 por el "Centre des faibles radioactivités" de Gif-sur-Yvette en Francia, determinó inicialmente que el esqueleto tenía aproximadamente 24.410 años.  Estudios posteriores han establecido que la mujer de Ostuni vivió en el período comprendido entre hace 27.810 y 27.430 años. 
Cerca del lugar de enterramiento de Ostuni 1 se encontró otra tumba que contenía un esqueleto mal conservado y de sexo no identificable. A estos restos se les asignó el código de Ostuni 2. 

## Descripción

### La mujer
Los restos óseos en muy buen estado de conservación indican que la mujer tenía unos veinte años al morir, era alta con aproximadamente un metro setenta de altura y de complexión fuerte.  Se desconocen las causas del deceso pero se supone que Delia, embarazada de ocho meses, murió a causa de una complicación grave del embarazo, la eclampsia.  En los dos meses y medio que precedieron a su muerte, la mujer había tenido graves problemas de salud, pero la hipótesis de que estuviera desnutrida no parece probable, considerando que la zona del descubrimiento, en ese momento, era rica en frutos y caza. 
El cuerpo fue arreglado con mucho cuidado, adornado con joyas. Cerca del cuerpo se colocaron restos de animales habitualmente cazados por su clan y herramientas de piedra cotidianas.  Cerca de la muñeca derecha se encontraron algunas conchas perforadas como cauríes, cíclopes, trivias y caracolas, seguramente restos de un brazalete. La cabeza estaba cubierta con un gorro espolvoreado de ocre rojo y elaborado con conchas, probablemente del género columbella rustica, y dientes de venado. Cerca del cuerpo se encontraron otros dientes, esta vez de caballos y de bóvidos, que formaban más pulseras. 
Una vez encontrado el esqueleto habría sido bautizado "Delia" por su descubridor, Donato Coppola, como homenaje a la mujer que se convertiría en su esposa,  aunque afirmó que el entierro siempre había sido llamado por él sólo Ostuni 1 y que cualquier otro nombre es una invención periodística. 

### El bebé
El análisis del esqueleto del feto presente en la pelvis en posición cefálica, identificado con el código Ostuni 1b, resultó ser una oportunidad excepcional para estudiar el desarrollo prenatal en el Paleolítico, considerando que el descubrimiento de un feto tan bien conservado de este período prehistórico es un acontecimiento único. 
Las pruebas realizadas en los anillos de crecimiento de algunos dientes del feto con la ayuda del sincrotrón de Trieste permitieron determinar con casi absoluta certeza el período de gestación entre 31 y 33 semanas. Los anillos de crecimiento, un total de 108, evidenciaron sufrimiento fetal y tres episodios de estrés distribuidos en los últimos dos meses y medio de gestación, cuya causa, aún desconocida, fue muy probablemente el motivo de la muerte de la mujer y de su hijo nonato. 
La conformación ósea de Ostuni 1b compatible con las 33 semanas de gestación sugiere que en el Paleolítico el desarrollo fetal fuera más rápido que en la época moderna, aunque no se puede descartar que los tres episodios de estrés registrados aceleraran el desarrollo del niño o retrasaran la formación de los anillos de crecimiento de los dientes; en este último caso, es posible que se haya subestimado el período de gestación calculado en 33 semanas. 